# L'Œil noir : Les Chaînes de Satinav
L'Œil noir : Les Chaînes de Satinav (Das Schwarze Auge: Satinavs Ketten en version originale) est un jeu vidéo d'aventure en pointer-et-cliquer développé par Daedalic Entertainment et édité par Deep Silver, sorti en 2012 sur Windows.
L'intrigue transporte le joueur dans le monde de fantasy de L'Œil noir. Il a pour suite Memoria.

## Accueil
- Adventure Gamers : 3,5/5[1]
- Jeuxvideo.com : 15/20[2]